# San Luis del Alto
San Luis del Alto är en ort i Mexiko.   Den ligger i kommunen Lerdo och delstaten Durango, i den centrala delen av landet, 800 km nordväst om huvudstaden Mexico City. San Luis del Alto ligger 1 144 meter över havet och antalet invånare är 498.
Terrängen runt San Luis del Alto är kuperad söderut, men norrut är den platt. Runt San Luis del Alto är det ganska tätbefolkat, med 96 invånare per kvadratkilometer. Närmaste större samhälle är Torreón, 9,3 km öster om San Luis del Alto. Omgivningarna runt San Luis del Alto är i huvudsak ett öppet busklandskap.